# Filip V. Španělský

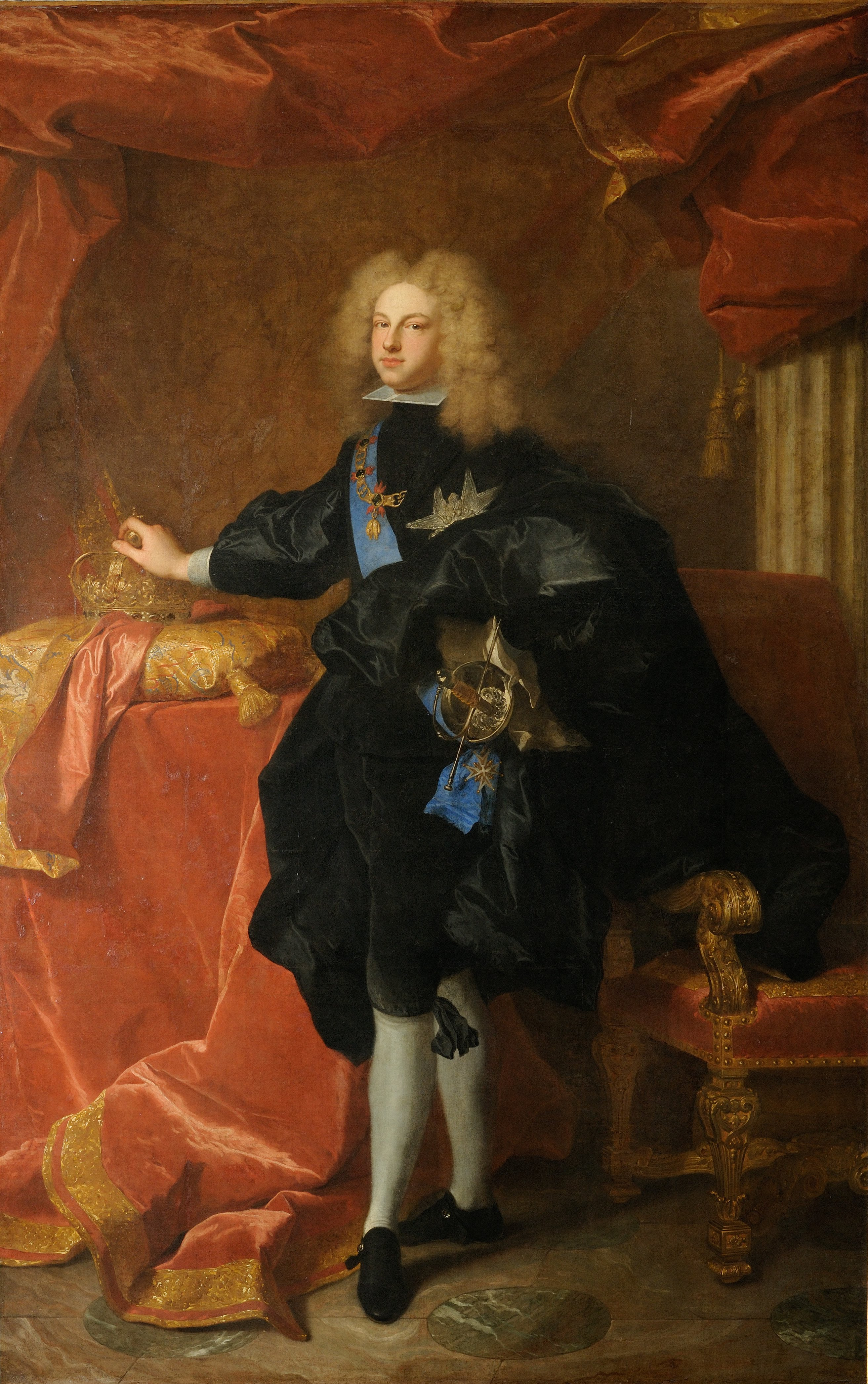
Filip V. roku 1701

Filip V. (19. prosince 1683 – 9. července 1746) byl španělský král z rodu Bourbonů vládnoucí v letech 1700–1746. Jeho otcem byl francouzský princ Ludvík Velký Dauphin, syn Ludvíka XIV. Krále Slunce.

## Na španělském trůně
Filip nastoupil na španělský trůn po smrti Karla II. (1700), posledního španělského krále z rodu španělských Habsburků. Protože byl Filip V. vnukem francouzského krále Ludvíka XIV., vznikly u ostatních evropských mocností (Anglie, Habsburská monarchie) obavy, že se Francie a Španělsko spojí v jeden stát. To by znamenalo obrovský vzrůst moci Francie. Proto vypukla takřka okamžitě po Filipově nástupu tzv. válka o dědictví španělské, ve které stála Francie na straně jedné a rakouští Habsburkové, Anglie, Savojsko, Nizozemí a Portugalsko na straně druhé.
Boje byly ukončeny v roce 1713 tzv. Utrechtským mírem, kterým uznalo Spojené království Filipa V. jako španělského krále pod podmínkou, že se Francie nikdy nespojí se Španělskem. Rakouští Habsburkové uznali podmínky Utrechtského míru v roce 1714 a za svůj souhlas obdrželi španělské državy v Itálii (Neapolské království, Sardinské království, Milánské vévodství) a Jižní Nizozemí. Filip V. pak – vyjma krátkého mezidobí vlády svého syna Ludvíka – panoval ve Španělsku do roku 1746.

## Mezivláda Ludvíka I.
10. ledna 1724 král Filip V. podepsal dekret, kterým svému synu Ludvíkovi postoupil trůn. Princ obdržel dokumenty 15. ledna, v platnost vstoupily následujícího dne a on nastoupil na trůn jako král Ludvík I.
Motivy této abdikace nebyly objasněny dodnes. Někteří historici tvrdí, že Filip se hodlal ucházet o francouzský trůn po brzy očekávané smrti Ludvíka XV. To by jako španělský král nemohl, neboť smlouva Utrechtského míru, kterým skončily války o španělské dědictví, zakazovala, aby králem Francie a Španělska byla jedna osoba. Jiní historikové jsou zase názoru, že Filip V. si byl vědom své neschopnosti vládnout v důsledku své nemoci.
Přesto však Filip a jeho druhá žena Alžběta (Isabela) Farnese nadále hráli dominantní roli ve španělské politice, zatímco ještě příliš mladý Ludvík I. byl loutkou v jejich rukou.
Ludvík však v srpnu téhož roku onemocněl neštovicemi a 31. srpna 1724, sedm a půl měsíce po svém nástupu na trůn, v Madridu zemřel ve věku právě dosažených sedmnácti let, aniž by po sobě zanechal potomky.
Toto „bleskové kralování“ bylo bezvýznamné pro své krátké trvání a především proto, že ve skutečnosti se nevládlo z Madridu (kde byl dvůr Ludvíka I.), ale z Královského paláce San Ildefonso v Segovii, z paralelního dvora Filipa V. a jeho ženy Isabely. Filip se po Ludvíkově smrti vrátil na trůn a ujal vlády, pominuv práva svého mladšího syna Ferdinanda.
Filip V. podporoval atlantický obchod Španělska s jeho americkými državami a ukončil monopol Sevilly na koloniální obchod. Během tohoto atlantického obchodu se objevily významné postavy námořní historie Španělska, mezi nimiž vynikl korzár Amaro Pargo. Filip V. tohoto korzára často zvýhodňoval při jeho obchodních výpravách: v září 1714 jej královským rozkazem jmenoval kapitánem obchodní lodi směřující do Caracasu.

## Potomci
2. listopadu 1701 se oženil s Marií Luisou Savojskou (1688–1714), dcerou sardinského krále Viktora Amadea I., která mu porodila čtyři syny:
- 1. Ludvík Filip (25. 8. 1707 Madrid – 31. 8. 1724 tamtéž), španělský král v období od 15. ledna 1724 do 31. srpna téhož roku
  - ⚭ 1722 Luisa Alžběta Orleánská (11. 12. 1709 Versailles – 16. 6. 1742 Paříž)
- 2. Filip Ludvík (2. 7. 1709 Madrid – 18. 7. 1709 tamtéž)
- 3. Filip Petr (7. 6. 1712 Madrid – 29. 12. 1719 tamtéž)
- 4. Ferdinand (23. 9. 1713 Madrid – 10. 8. 1759 Villaviciosa de Odón), španělský král od roku 1746 až do své smrti
  - ⚭ 1729 Marie Barbara z Braganzy (4. 12. 1711 Lisabon – 27. 8. 1758 Madrid)

24. prosince 1714 uzavřel sňatek s Alžbětou Farnese (1692–1766), z tohoto manželství se narodilo 7 dětí:
- 1. Karel (20. 1. 1716 Madrid – 14. 12. 1788 tamtéž), vévoda parmský a piacenzský, král španělský, neapolský a sicilský od roku 1759 až do své smrti
  - ⚭ 1738 Marie Amálie Saská (24. 11. 1724 Drážďany – 27. 9. 1760 Madrid)
- 2. František (*/† 21. 3. 1717 – 21. 4. 1717)
- 3. Mariana Viktorie (31. 3. 1718 Madrid – 15. 1. 1781 Lisabon)
  - ⚭ 1729 Josef I. (6. 6. 1714 Lisabon – 24. 2. 1777 Sintra), vévoda z Braganzy, brazilský princ, portugalský král od roku 1750 až do své smrti
- 4. Filip (15. 3. 1720 Madrid– 18. 7. 1765 Alessandria), vévoda z Parmy, zakladatel vedlejší větve Bourbon-Parma
  - ⚭ 1739 Luisa Alžběta Francouzská (14. 8. 1727 Versailles – 6. 12. 1759 tamtéž), dcera francouzského krále Ludvíka XV.
- 5. Marie Tereza (11. 6. 1726 Madrid – 22. 7. 1746 Versailles)
  - ⚭ 1745 Ludvík Ferdinand Bourbonský (4. 9. 1729 Versailles – 20. 12. 1765 Fontainebleau), francouzský dauphin
- 6. Ludvík Antonín (25. 7. 1727 Sevilla – 7. 8. 1785 Arenas de San Pedro), hrabě z Chinchónu, arcibiskup toledský a primas španělský
  - ⚭ 1776 María Teresa de Vallabriga (5. 9. 1758 Zaragoza – 16. 2. 1820 tamtéž), morganatické manželství
- 7. Marie Antonie (17. 11. 1729 Sevilla – 19. 9. 1785 Turín)
  - ⚭ 1750 Viktor Amadeus III. (26. 6. 1726 Turín – 16. 10. 1796 tamtéž), král sardinský a vévoda savojský od roku 1773 až do své smrti

## Galerie

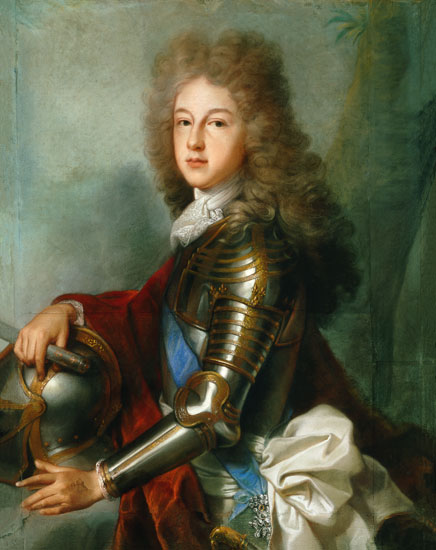
mladý Filip
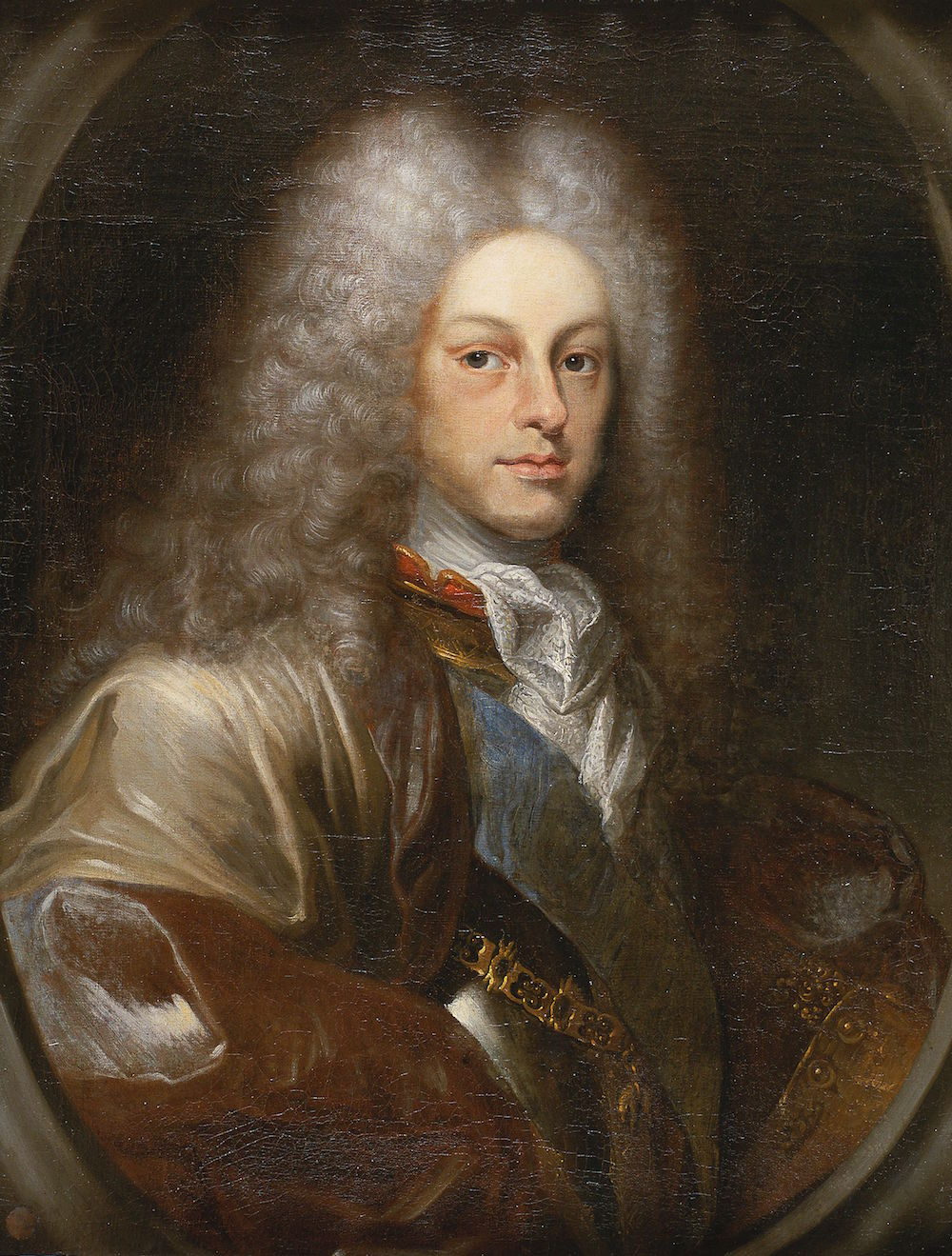
Filip V.
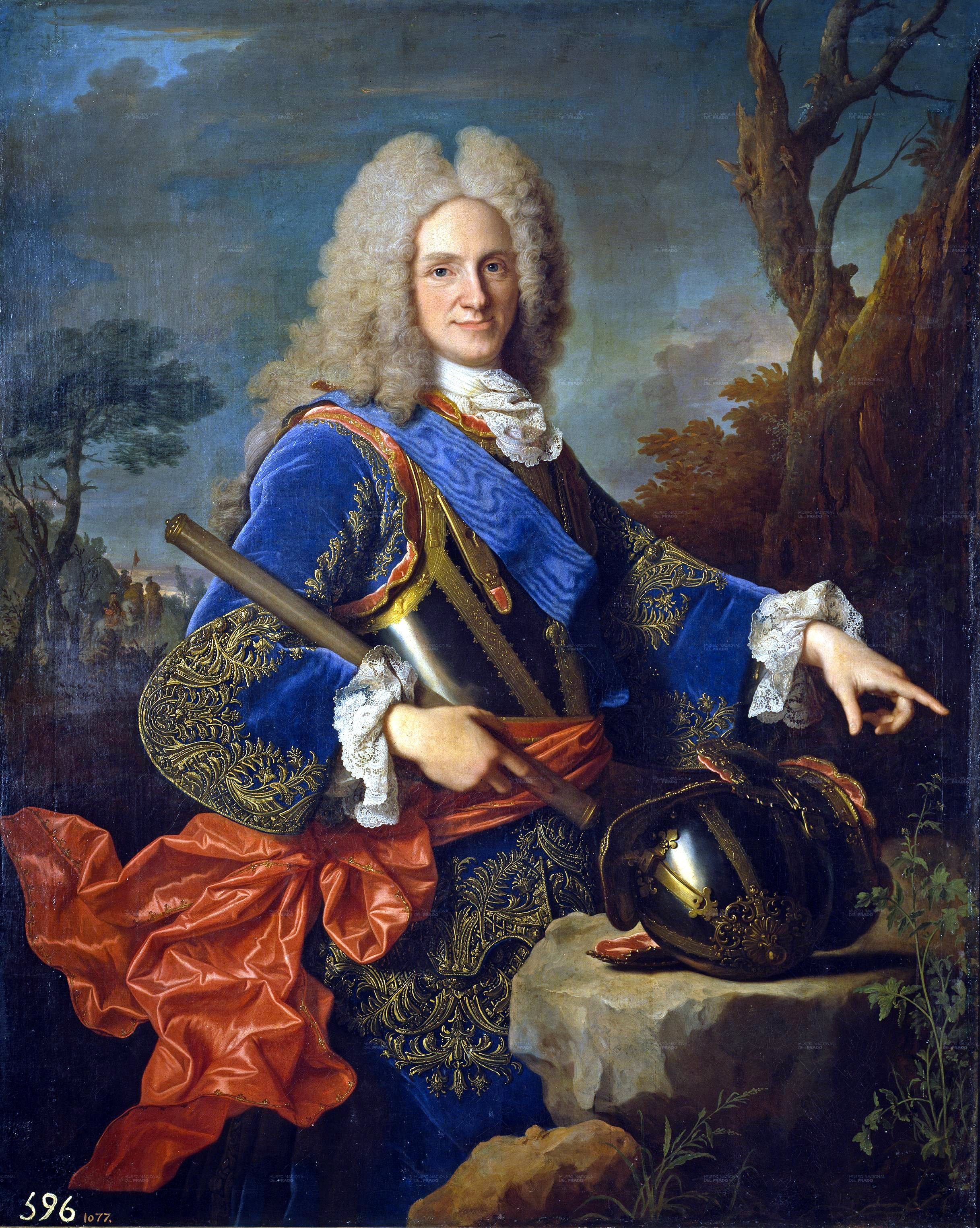
Filip V. cca 1723
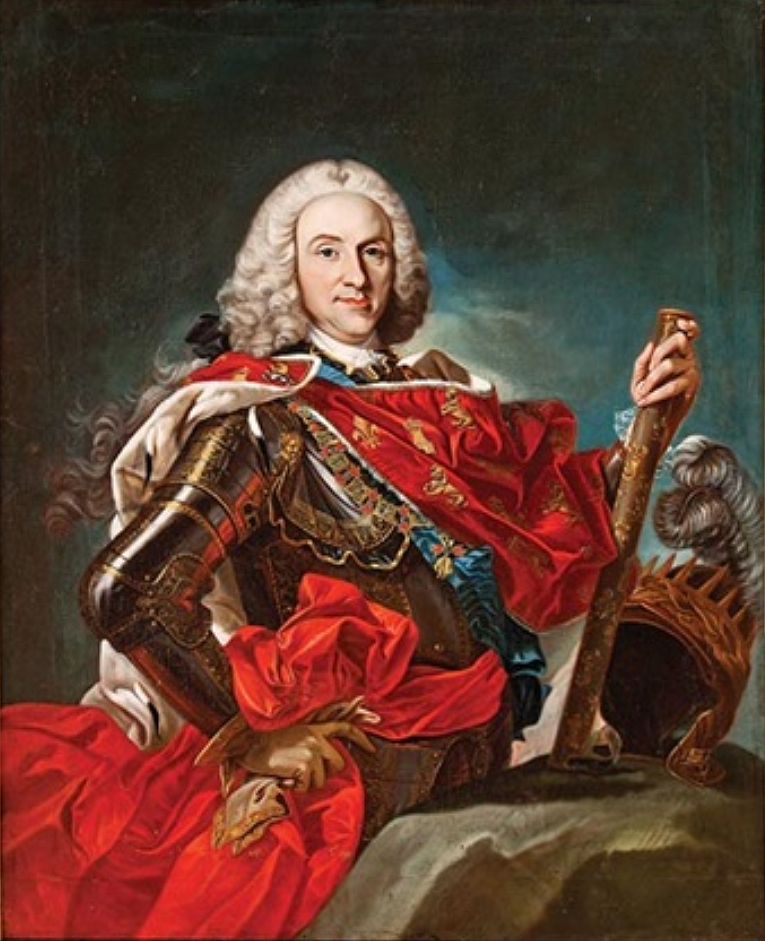
Filip v pozdějším věku
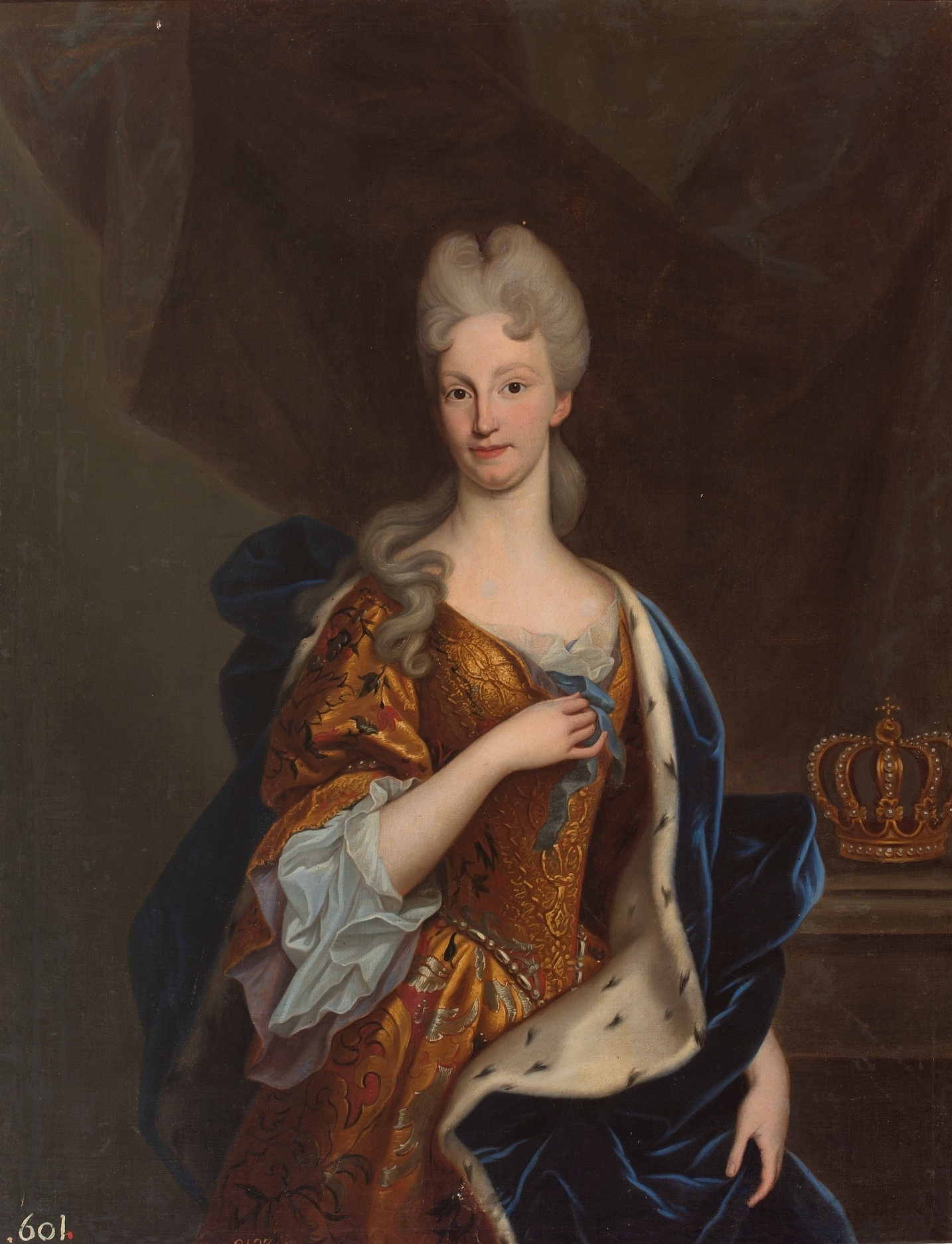
Filipova 2. žena Alžběta
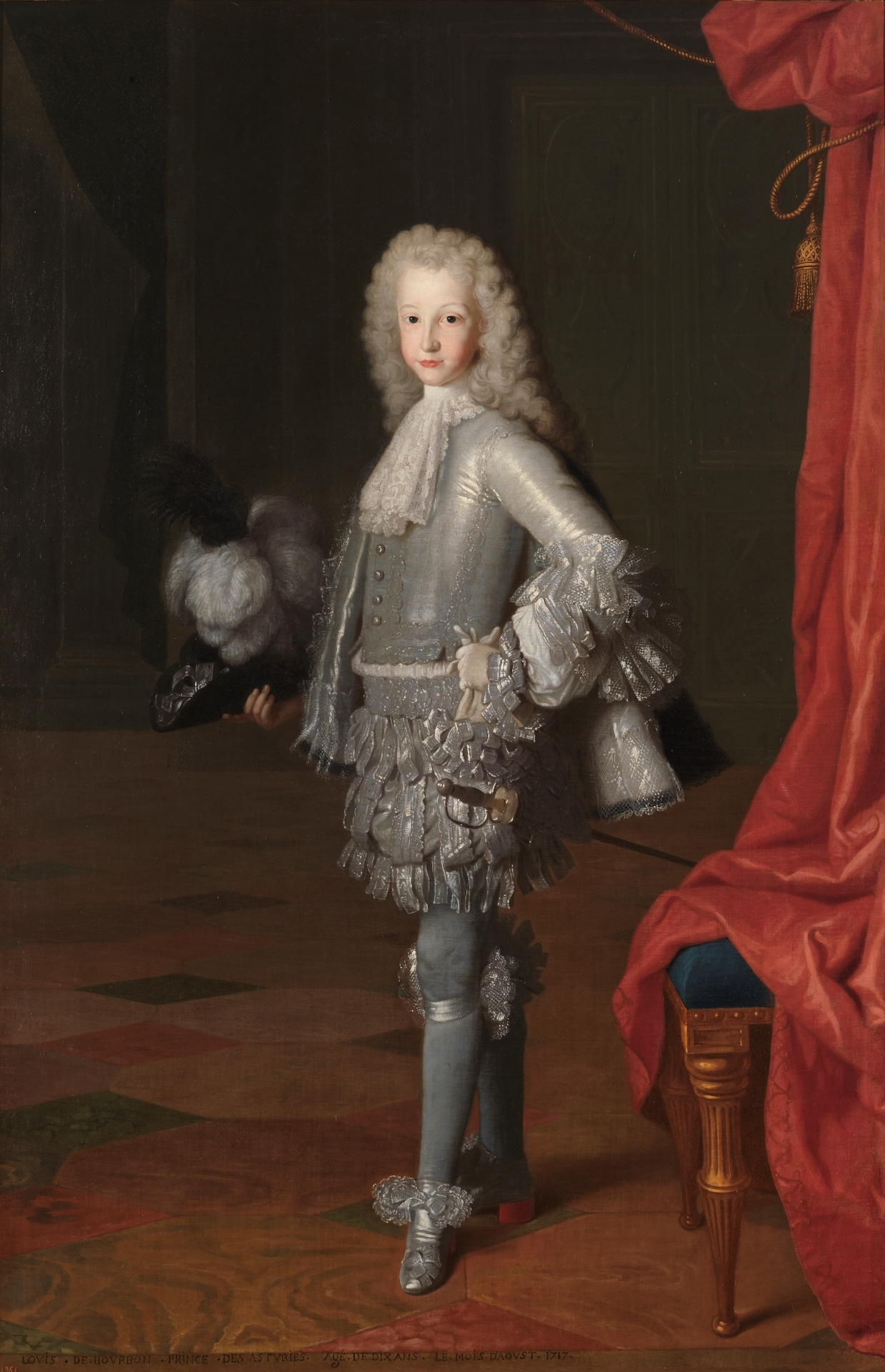
Filipův syn Ludvík I.
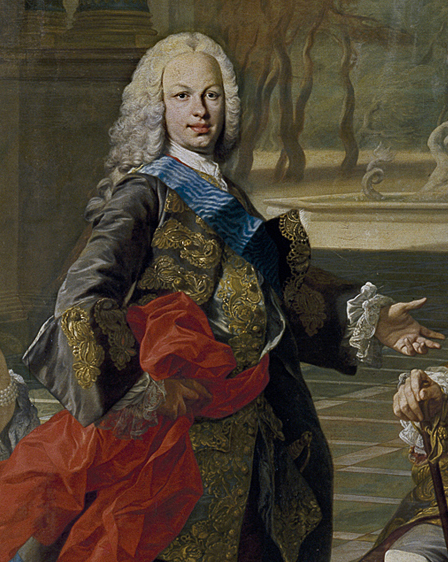
Filipův syn Ferdinand VI.

## Genealogie
|                    |                                |  |                   |                             |  |  |  |  |  |  |  | Jindřich IV. Francouzský |
|                    |                                |  |                   |                             |  |  |  |  |  |  |  |                          |
|                    | Ludvík XIII.                   |  |                   |                             |  |  |  |  |  |  |  |                          |
|                    |                                |  |                   |                             |  |  |  |  |  |  |  |                          |
|                    |                                |  |                   | Marie Medicejská            |  |  |  |  |  |  |  |                          |
|                    |                                |  |                   |                             |  |  |  |  |  |  |  |                          |
|                    | Ludvík XIV.                    |  |                   |                             |  |  |  |  |  |  |  |                          |
|                    |                                |  |                   |                             |  |  |  |  |  |  |  |                          |
|                    |                                |  |                   | Filip III. Španělský        |  |  |  |  |  |  |  |                          |
|                    |                                |  |                   |                             |  |  |  |  |  |  |  |                          |
|                    | Anna Rakouská                  |  |                   |                             |  |  |  |  |  |  |  |                          |
|                    |                                |  |                   |                             |  |  |  |  |  |  |  |                          |
|                    |                                |  |                   | Markéta Habsburská          |  |  |  |  |  |  |  |                          |
|                    |                                |  |                   |                             |  |  |  |  |  |  |  |                          |
|                    | Ludvík Francouzský             |  |                   |                             |  |  |  |  |  |  |  |                          |
|                    |                                |  |                   |                             |  |  |  |  |  |  |  |                          |
|                    |                                |  |                   | Filip III. Španělský        |  |  |  |  |  |  |  |                          |
|                    |                                |  |                   |                             |  |  |  |  |  |  |  |                          |
|                    | Filip IV. Španělský            |  |                   |                             |  |  |  |  |  |  |  |                          |
|                    |                                |  |                   |                             |  |  |  |  |  |  |  |                          |
|                    |                                |  |                   | Markéta Habsburská          |  |  |  |  |  |  |  |                          |
|                    |                                |  |                   |                             |  |  |  |  |  |  |  |                          |
|                    | Marie Tereza Španělská         |  |                   |                             |  |  |  |  |  |  |  |                          |
|                    |                                |  |                   |                             |  |  |  |  |  |  |  |                          |
|                    |                                |  |                   | Jindřich IV. Francouzský    |  |  |  |  |  |  |  |                          |
|                    |                                |  |                   |                             |  |  |  |  |  |  |  |                          |
|                    | Izabela Bourbonská             |  |                   |                             |  |  |  |  |  |  |  |                          |
|                    |                                |  |                   |                             |  |  |  |  |  |  |  |                          |
|                    |                                |  |                   | Marie Medicejská            |  |  |  |  |  |  |  |                          |
|                    |                                |  |                   |                             |  |  |  |  |  |  |  |                          |
| Filip V. Španělský |                                |  |                   |                             |  |  |  |  |  |  |  |                          |
|                    |                                |  |                   |                             |  |  |  |  |  |  |  |                          |
|                    |                                |  | Vilém V. Bavorský |                             |  |  |  |  |  |  |  |                          |
|                    |                                |  |                   |                             |  |  |  |  |  |  |  |                          |
|                    | Maxmilián I. Bavorský          |  |                   |                             |  |  |  |  |  |  |  |                          |
|                    |                                |  |                   |                             |  |  |  |  |  |  |  |                          |
|                    |                                |  |                   | Renata Lotrinská            |  |  |  |  |  |  |  |                          |
|                    |                                |  |                   |                             |  |  |  |  |  |  |  |                          |
|                    | Ferdinand Maria Bavorský       |  |                   |                             |  |  |  |  |  |  |  |                          |
|                    |                                |  |                   |                             |  |  |  |  |  |  |  |                          |
|                    |                                |  |                   | Ferdinand II. Štýrský       |  |  |  |  |  |  |  |                          |
|                    |                                |  |                   |                             |  |  |  |  |  |  |  |                          |
|                    | Marie Anna Habsburská          |  |                   |                             |  |  |  |  |  |  |  |                          |
|                    |                                |  |                   |                             |  |  |  |  |  |  |  |                          |
|                    |                                |  |                   | Marie Anna Bavorská         |  |  |  |  |  |  |  |                          |
|                    |                                |  |                   |                             |  |  |  |  |  |  |  |                          |
|                    | Marie Anna Bavorská            |  |                   |                             |  |  |  |  |  |  |  |                          |
|                    |                                |  |                   |                             |  |  |  |  |  |  |  |                          |
|                    |                                |  |                   | Karel Emanuel I. Savojský   |  |  |  |  |  |  |  |                          |
|                    |                                |  |                   |                             |  |  |  |  |  |  |  |                          |
|                    | Viktor Amadeus I. Savojský     |  |                   |                             |  |  |  |  |  |  |  |                          |
|                    |                                |  |                   |                             |  |  |  |  |  |  |  |                          |
|                    |                                |  |                   | Kateřina Michaela Španělská |  |  |  |  |  |  |  |                          |
|                    |                                |  |                   |                             |  |  |  |  |  |  |  |                          |
|                    | Jindřiška Adéla Marie Savojská |  |                   |                             |  |  |  |  |  |  |  |                          |
|                    |                                |  |                   |                             |  |  |  |  |  |  |  |                          |
|                    |                                |  |                   | Jindřich IV. Francouzský    |  |  |  |  |  |  |  |                          |
|                    |                                |  |                   |                             |  |  |  |  |  |  |  |                          |
|                    | Kristina Bourbonská            |  |                   |                             |  |  |  |  |  |  |  |                          |
|                    |                                |  |                   |                             |  |  |  |  |  |  |  |                          |
|                    |                                |  |                   | Marie Medicejská            |  |  |  |  |  |  |  |                          |
|                    |                                |  |                   |                             |  |  |  |  |  |  |  |                          |